# 680 Genoveva
680 Genoveva
680 Genoveva là một tiểu hành tinh ở vành đai chính. Nó được August Kopff phát hiện ngày 22.4.1909 ở Heidelberg, và được đặt theo tên nhân vật chính trong vở kịch Genoveva của Friedrich Hebbel